# Serpente (boek)
Serpente is een term uit het bibliotheekwezen en de antiquarenwereld. Het betreft een doorzichtig schutblad dat in de 19de en 20ste eeuw in een boek werd geplaatst om een illustratie te beschermen. Het gaat hier vaak om koper- of staalgravures. Bij lithografieën is de bescherming dubbel. Enerzijds wordt de illustratie beschermd voor de inkt van de tekst van de pagina ertegenover, maar anderzijds om de tekstpagina te beschermen tegen afdruk van de kleuren van de lithografie.